# Ларсон, Дэвид
Дэвид Эрвин Ларсон (англ. David Larson; род. 25 июня 1959, Jesup, Джорджия) - американский пловец, олимпийский чемпион и рекордсмен мира.

## Биография
Ларсон родился в маленьком городе Джесуп, штат Джорджия, в 1959 году. Он начал заниматься плаванием в 1963 году, в своей возрастной группе Он посещал школу Боллес в Джэксонвилле, штат Флорида. Он окончил школу в 1977 году.

### Карьера в университете
Ларсон получил стипендию для спортсменов и поступил в университет Флориды в Гейнсвилле, штат Флорида, где плавал за команду по плаванию и прыжкам в воду «Florida Gators » в соревнованиях Национальной ассоциация студенческого спорта (NCAA) и Юго-Восточной Конференции (SEC) под руководством тренера Рэнди Риза с 1978 по 1981 годы. Ларсон выиграл два чемпионата национальной ассоциации студенческого спорта в эстафете на 800 ярдов вольным стилем (1979, 1981), установив при этом американский и студенческий рекорды. В 1981 году он занял второе место на дистанции 200 метров вольным стилем, уступив Роуди Гейнсу , но затем обогнал Гейнса на последнем этапе эстафеты на 800 метров вольным стилем, тем самым стал чемпионом национальной ассоциация студенческого спорта в этом виде. Ларсон был обладателем двадцати одной награды «All-American» и национальным рекордсменом в эстафете на 400 метров вольным стилем.
Окончил университет Флориды в 1987 году со степенью бакалавра по социологии и позже был включен в Зал славы атлетической команды университета Флориды как «Великий Аллигатор».

### Международная карьера
Ларсон впервые был вызван в национальную сборную США на Панамериканские игры 1979 года, проходившие в Сан-Хуане, Пуэрто-Рико. Он завоевал серебряную медаль на 200 метров вольным стилем, финишировав на втором месте (1:52.24) за своим соотечественником  Роуди Гейнс (1:51.22). Через два дня Ларсон, Гейнс, а также их соотечественники Брайан Гуделл и Крис Киршнер, выиграли золотую медаль в эстафете на 4×200 метров вольным стилем (7:31.28).
Он прошёл квалификацию в состав сборной США на Олимпийские игры 1980 года в эстафете 4×200 метров вольным стилем, однако не смог выступить из-за бойкота, объявленного США летним Олимпийским играм 1980 года в Москве. После окончания университетской карьеры в 1981 году Ларсон бросил занятия, однако через год вернулся к соревнованиям. Ларсон продолжал тренироваться по программе, созданной тренером Рэнди Ризом для плавцов.
На Панамериканских играх 1983 года в Венесуэле Ларсон вновь выиграл золотую медаль в составе американской команды в эстафете 4х200 метров вольным стилем, вместе с Ричардом Сегером, Брюсом Хэйесом и Роуди Гейнсом (7:23.63).
Ларсон представлял Соединенные Штаты на летних Олимпийских играх 1984 года в Лос-Анджелесе. В предварительных заплывах мужской эстафеты 4х200 метров вольным стилем он и его соотечественники Джефф Габерино, Хэйес и Сегер установили новый мировой рекорд 7:18.87. Однако новый рекорд был недолгим. Уже вечером этого дня Ларсон выиграл золотую медаль в финальном заплыве эстафеты 4х200 метров вольным стилем вместе со своими соотечественниками Майком Хитом, Джеффом Флоатом и Хэйесом, опередив немецкую сборную, в составе которой плавал Михаэль Гросс, на четыре сотых (0,04) секунды и установив еще один новый мировой рекорд 7:15.69. Американские СМИ окрестили этих четверых пловцов «Охотники за Гроссом» (англ. Gross Busters), играя словами на тему названия популярного фильма 1984 года «Охотники за привидениями» (англ. Ghostbusters).
После Олимпийских игр 1984 года Ларсон завершил спортивную карьеру в возрасте 25 лет.

### Жизнь после плавания
По окончании Олимпийских игр Ларсон получил возможность работать в области спортивного маркетинга в Нью-Йорке. Его ранняя профессиональная карьера включала в себя работу с агентами, создание спонсорских контрактов и переговоры с спортсменами. Провел следующее десятилетие, работая в области спортивного маркетинга, затем на телевидении. Работал на канале NBC во время олимпийских трансляций, включая зимние игры 2005 года.
У Ларсона и его жены Китти есть сын.

## Мировые рекорды
4х200 м.
| Время   | Дата              | События                    | Место проведения |
| ------- | ----------------- | -------------------------- | ---------------- |
| 7:18.87 | 30 июля 1984 года | Олимпийские игры 1984 года | Лос-Анджелес     |
| 7:15.69 | 30 июля 1984 года | Олимпийские игры 1984 года | Лос-Анджелес     |

## Примечание
1. ↑  David Larsen Olympic medals and stats. web.archive.org (9 февраля 2007). Дата обращения: 17 апреля 2023. Архивировано 9 февраля 2007 года.
2. 1 2  David Larson Bio, Stats, and Results | Olympics at Sports-Reference.com. web.archive.org (17 апреля 2020). Дата обращения: 17 апреля 2023. Архивировано 17 апреля 2020 года.
3. 1 2 3 4 5 6  Gator Great David Larson's 1984 Olympic Triumph Revisited - GatorZone.com. web.archive.org (21 сентября 2013). Дата обращения: 17 апреля 2023. Архивировано 21 сентября 2013 года.
4. 1 2  The Bolles School: Bolles Olympic Medalists. web.archive.org (7 июля 2015). Дата обращения: 17 апреля 2023. Архивировано из оригинала 7 июля 2015 года.
5. 1 2 3  Wayback Machine. web.archive.org (18 февраля 2015). Дата обращения: 17 апреля 2023. Архивировано из оригинала 18 февраля 2015 года.
6. ↑  Справочник выпускников Университета Флориды, Университет Флориды, Гейнсвилл, Флорида (2000 г.).
7. ↑  Gator Greats - Gator F Club, Inc. gatorfclub.org. Дата обращения: 17 апреля 2023. Архивировано 25 декабря 2013 года.
8. ↑  St. Petersburg Times - Поиск в архиве Google Новостей. news.google.com. Дата обращения: 17 апреля 2023. Архивировано 17 апреля 2023 года.
9. ↑  Sarasota Herald-Tribune - Поиск в архиве Google Новостей. news.google.com. Дата обращения: 17 апреля 2023. Архивировано 17 апреля 2023 года.
10. ↑  SCOUTING; Happy Return For Swimmer. The New York Times. 4 августа 1984. Архивировано 17 апреля 2023. Дата обращения: 17 апреля 2023.
11. ↑  Santa Cruz Sentinel 19 Aug 1983, page Page 32 (англ.). Newspapers.com. Дата обращения: 17 апреля 2023. Архивировано 17 апреля 2023 года.
12. ↑  Swimming at the 1984 Los Angeles Summer Games: Men's 4 Ã 200 metres Freestyle Relay Round One | Olympics at Sports-Reference.com. web.archive.org (17 апреля 2020). Дата обращения: 17 апреля 2023. Архивировано 17 апреля 2020 года.
13. 1 2  Indiana Gazette 25 Oct 1999, page Page 13 (англ.). Newspapers.com. Дата обращения: 17 апреля 2023. Архивировано 17 апреля 2023 года.
14. ↑  Swimming at the 1984 Los Angeles Summer Games: Men's 4 Ã 200 metres Freestyle Relay Final | Olympics at Sports-Reference.com. web.archive.org (17 апреля 2020). Дата обращения: 17 апреля 2023. Архивировано 17 апреля 2020 года.
15. ↑  Toledo Blade - Поиск в архиве Google Новостей. news.google.com. Дата обращения: 17 апреля 2023. Архивировано 17 апреля 2023 года.
16. ↑  Litsky, Frank (31 июля 1984). U.S. SWIMMERS WIN TWO MORE GOLDS. The New York Times. Архивировано 17 апреля 2023. Дата обращения: 17 апреля 2023.
17. ↑  The U.S. Is Back...And How! web.archive.org (3 марта 2016). Дата обращения: 17 апреля 2023. Архивировано 3 марта 2016 года.
18. ↑  Gainesville Sun - Поиск в архиве Google Новостей. news.google.com. Дата обращения: 17 апреля 2023. Архивировано 17 апреля 2023 года.